# 法善寺 (富士宮市)
法善寺（ほうぜんじ）は、静岡県富士宮市に所在する日蓮正宗の寺院。山号は上野山（じょうやさん）。

## 起源と歴史
- 1615年（元和元年） - 富士妙蓮寺僧泉林院日慶により建立される。
- 1950年（昭和25年）12月25日 - 下条妙蓮寺・同末寺6か寺〔本妙坊・蓮光坊・本正坊・心教坊・法善寺・蓮光寺〕が日蓮宗より改宗。

## 所在地
- 静岡県富士宮市下条848

## 寺院周辺
- 大石寺
- 富士宮市上野出張所
- 富士宮市立上野小学校

## 交通アクセス
- 身延線西富士宮駅から車で15分